# Judo-Europameisterschaften 2006
Die Judo-Europameisterschaften 2006 fanden vom 26. bis zum 28. Mai in Tampere statt. Es waren die ersten Judo-Europameisterschaften in Finnland seit Helsinki 1989. Im Gegensatz zu 1989 gewannen die Judoka aus dem Gastgeberland diesmal keine Medaille, Nina Koivumäki belegte im Leichtgewicht den fünften Rang und erreichte damit die beste finnische Platzierung.
Alina Alexandra Dumitru im Superleichtgewicht war die einzige Judoka, die ihren Vorjahrestitel erfolgreich verteidigen konnte, es war ihr dritter Titel in Folge.

## Ergebnisse

### Männer
| Gewichtsklasse                 | Gold                | Silber             | Bronze                                    |
| ------------------------------ | ------------------- | ------------------ | ----------------------------------------- |
| Superleichtgewicht (bis 60 kg) | Craig Fallon        | Armen Nasarjan     | Ruben Houkes Ludwig Paischer              |
| Halbleichtgewicht (bis 66 kg)  | Sasa Kedelaschwili  | Benjamin Darbelet  | Andreas Mitterfellner Künter Rothberg     |
| Leichtgewicht (bis 73 kg)      | Elnur Məmmədli      | Daniel Fernandes   | Bryan van Dijk Salamu Metschidow          |
| Halbmittelgewicht (bis 81 kg)  | Sjarhej Schundsikau | Giuseppe Maddaloni | Sergei Aschwanden Guillaume Elmont        |
| Mittelgewicht (bis 90 kg)      | Iwan Perschin       | David Alarza       | Roberto Meloni Winston Gordon             |
| Halbschwergewicht (bis 100 kg) | Ruslan Gasimow      | Dániel Hadfi       | Peter Cousins Dimitri Peters              |
| Schwergewicht (über 100 kg)    | Andreas Tölzer      | Janusz Wojnarowicz | Swiad Chandschaliaschwili Tamerlan Tmenow |

### Frauen
| Gewichtsklasse                 | Gold                    | Silber             | Bronze                                  |
| ------------------------------ | ----------------------- | ------------------ | --------------------------------------- |
| Superleichtgewicht (bis 48 kg) | Alina Alexandra Dumitru | Neşe Şensoy Yıldız | Michaela Baschin Frédérique Jossinet    |
| Halbleichtgewicht (bis 52 kg)  | Telma Monteiro          | Ioana Maria Aluaș  | Mareen Kräh Ilse Heylen                 |
| Leichtgewicht (bis 57 kg)      | Barbara Harel           | Kifayət Qasımova   | Isabel Fernández Sabrina Filzmoser      |
| Halbmittelgewicht (bis 63 kg)  | Sarah Clark             | Lucie Décosse      | Ylenia Scapin Elisabeth Willeboordse    |
| Mittelgewicht (bis 70 kg)      | Gévrise Émane           | Heide Wollert      | Maryna Pryschtschepa Catherine Jacques  |
| Halbschwergewicht (bis 78 kg)  | Wera Moskaljuk          | Céline Lebrun      | Esther San Miguel Sviatlana Tsimashenka |
| Schwergewicht (über 78 kg)     | Anne-Sophie Mondière    | Carola Uilenhoed   | Lucija Polavder Julija Baryssik         |

## Medaillenspiegel
| Rang | Land                   | Gold | Silber | Bronze | Gesamt |
| ---- | ---------------------- | ---- | ------ | ------ | ------ |
| 1    | Frankreich             | 3    | 4      | 1      | 8      |
| 2    | Russland               | 3    | –      | 2      | 5      |
| 3    | Vereinigtes Königreich | 2    | –      | 2      | 4      |
| 4    | Deutschland            | 1    | 1      | 3      | 5      |
| 5    | Aserbaidschan          | 1    | 1      | –      | 2      |
| 5    | Rumänien               | 1    | 1      | –      | 2      |
| 7    | Belarus                | 1    | –      | 2      | 3      |
| 8    | Georgien               | 1    | –      | 1      | 2      |
| 9    | Portugal               | 1    | –      | –      | 1      |
| 10   | Niederlande            | –    | 1      | 4      | 5      |
| 11   | Italien                | –    | 1      | 2      | 3      |
| 11   | Spanien                | –    | 1      | 2      | 3      |
| 13   | Armenien               | –    | 1      | –      | 1      |
| 13   | Polen                  | –    | 1      | –      | 1      |
| 13   | Türkei                 | –    | 1      | –      | 1      |
| 13   | Ungarn                 | –    | 1      | –      | 1      |
| 17   | Österreich             | –    | -      | 3      | 3      |
| 18   | Belgien                | –    | -      | 2      | 2      |
| 19   | Estland                | –    | -      | 1      | 1      |
| 19   | Schweiz                | –    | -      | 1      | 1      |
| 19   | Slowenien              | –    | -      | 1      | 1      |
| 19   | Ukraine                | –    | -      | 1      | 1      |
|      | Total                  | 14   | 14     | 28     | 56     |